# Imoco Volley 2016-2017
Questa voce raccoglie le informazioni riguardanti l'Imoco Volley nelle competizioni ufficiali della stagione 2016-2017.

## Stagione

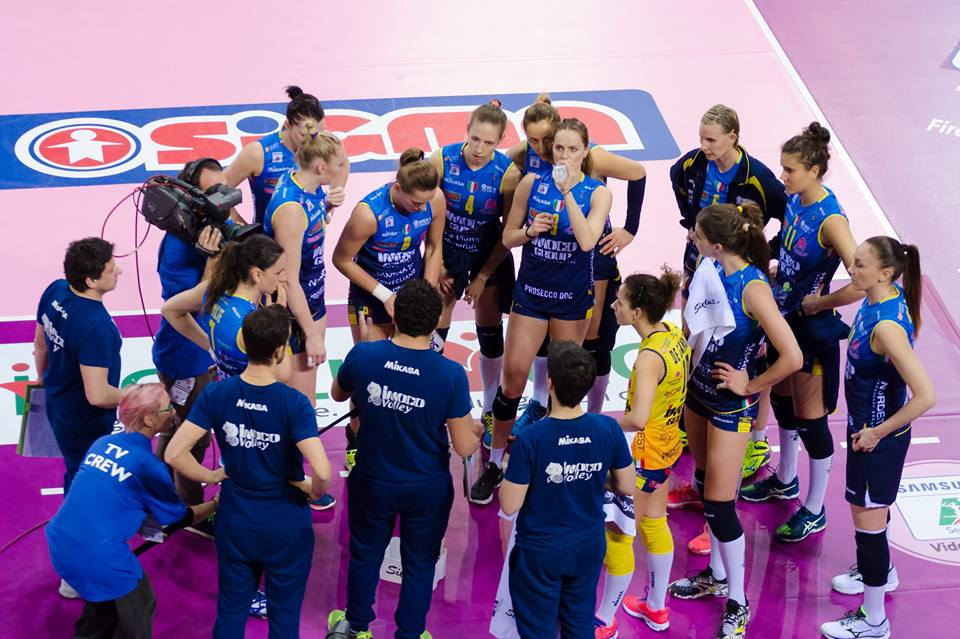
L'Imoco Volley durante un time out

La stagione 2016-17 è per l'Imoco Volley la quinta consecutiva in Serie A1; viene confermato l'allenatore, Davide Mazzanti, mentre la rosa è completamente cambiata con le uniche conferme di Serena Ortolani, Monica De Gennaro e Jenny Barazza: tra i nuovi acquisti quelli di Samantha Bricio, Anna Danesi, Ofelia Malinov, Raphaela Folie, Katarzyna Skorupa, Robin de Kruijf, Kelsey Robinson e Nicole Fawcett, queste ultime due arrivate a campionato in corso, mentre tra le cessioni quelle di Rachael Adams, Valentina Arrighetti, Jovana Brakočević, Megan Hodge e Alisha Glass.
Il primo trofeo stagione disputato è la Supercoppa italiana a cui l'Imoco Volley partecipa grazie alla vittoria dello scudetto 2015-16: la sfidante è il Volley Bergamo, vincitrice della Coppa Italia 2015-16. Il successo arride alla formazione veneta con la vittoria per 3-1.

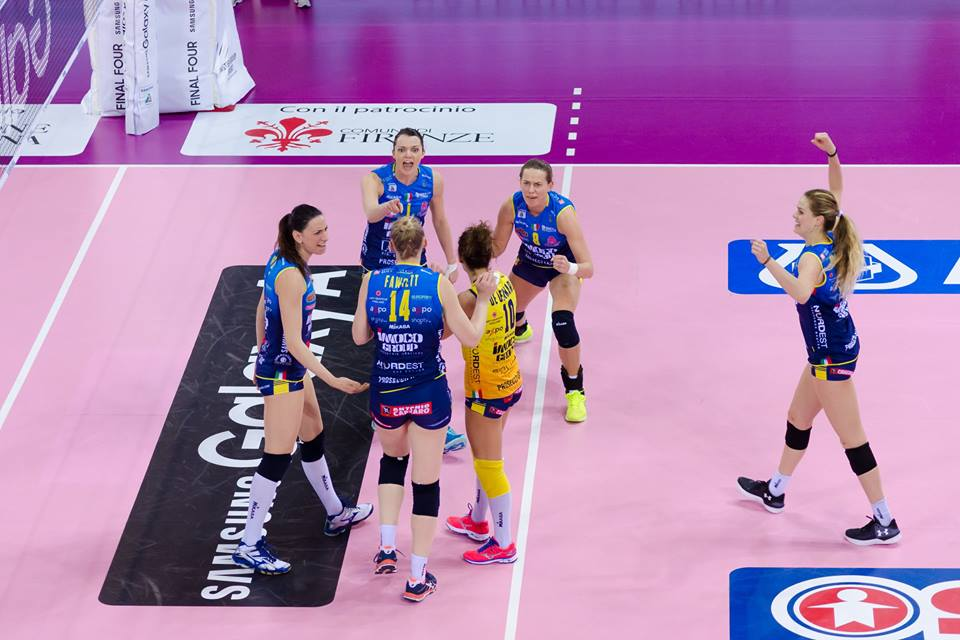
La squadra durante la semifinale di Coppa Italia

Il campionato si apre con la sconfitta casalinga contro la Pallavolo Scandicci, mentre la prima vittoria arriva nella seconda giornata ai danni dell'Azzurra Volley San Casciano: dopo altri due successi, durante la sesta giornata l'Imoco Volley perde contro il Volleyball Casalmaggiore; nel resto del girone di andata, il club di Conegliano ottiene esclusivamente vittorie, chiudendo al secondo posto in classifica e qualificandosi quindi per la Coppa Italia. Nel girone di ritorno la squadra è sempre vittoriosa: in due occasioni è costretta al tie-break, ossia alla ventesima e ventunesima giornata, rispettivamente dalla Futura Volley Busto Arsizio e dal River Volley; chiude la regular season al primo posto in classifica. Nei quarti di finale dei play-off scudetto perde gara 1 contro l'Azzurra Volley San Casciano ma avanza alla fase successiva grazie ai successi in gara 2 in gara 3: viene poi eliminata in semifinale dal River Volley a seguito della sconfitta in gara 1 e in gara 2 in entrambi i casi per 3-2.
Grazie al primo posto al termine del girone di andata della Serie A1 2016-17 partecipa alla Coppa Italia; nei quarti di finale ha la meglio sul Neruda Volley, battuto sia nella gara di andata che in quella di ritorno per 3-0. l'Imoco Volley accede quindi alla Final Four di Firenze: in semifinale vince contro l'AGIL Volley e in finale ha la meglio sul River Volley, aggiudicandosi per la prima volta il trofeo.
I risultati ottenuti nella stagione precedente consentono all'Imoco Volley di qualificarsi per la Champions League; chiusa la fase a gironi al secondo posto nel proprio raggruppamento, con quattro vittorie all'attivo e due sconfitte, il club accede quindi alla fase a eliminazione diretta. Tuttavia si qualifica direttamente alla fase finale in quanto organizzatrice della Final Four: in semifinale si aggiudica la gara per 3-1 contro la Ženskij volejbol'nyj klub Dinamo Moskva ma viene poi sconfitta in finale dal VakıfBank Spor Kulübü per 3-0.

## Organigramma societario
Area direttiva
- Presidente: Piero Garbellotto
- Vicepresidente: Pietro Maschio, Elena Polo
- Segretaria: Martina Michielin, Leonardo De Vido
- Dirigente: Silvia Giovanardi

Area organizzativa
- Direttore generale: Luca Porzio
- Addetto arbitri: Fiorenzo Basso
- Custode palasport: Gianfranco Tonon
- Responsabile curva sud e trasferte: Paolo Sartori
- PR: Francesco Piccin

Area tecnica
- Allenatore: Davide Mazzanti
- Allenatore in seconda: Daniele Santarelli
- Scout man: Fabio Gabban
- Assistente allenatore: Rossano Bertocco
- Assistente tecnico: Milo Zanardo

Area comunicazione
- Fotografo: Dario Morinella
- Speaker: Luca Barzi
- Responsabile comunicazione: Simone Fregonese
- Responsabile web: Paolo Moret

Area sanitaria
- Medico: Luca Vaccario
- Preparatore atletico: Terry Rosini
- Fisioterapista: Carlo Ramponi, Davide Venturin
- Ortopedico: Antonello Pannone

## Rosa
| N° | Nome                 | Ruolo | Data di nascita  | Nazionalità sportiva |
| -- | -------------------- | ----- | ---------------- | -------------------- |
| 1  | Serena Ortolani      | S/O   | 7 gennaio 1987   | Italia               |
| 2  | Samantha Bricio      | S     | 22 novembre 1994 | Messico              |
| 3  | Kelsey Robinson      | S     | 25 giugno 1992   | Stati Uniti          |
| 4  | Ofelia Malinov       | P     | 29 novembre 1996 | Italia               |
| 5  | Berenika Tomsia      | C/O   | 18 marzo 1988    | Polonia              |
| 6  | Elisa Cella          | S     | 4 giugno 1982    | Italia               |
| 7  | Raphaela Folie       | C     | 7 marzo 1991     | Italia               |
| 8  | Katarzyna Skorupa    | P     | 16 marzo 1984    | Polonia              |
| 9  | Silvia Fiori         | L     | 18 luglio 1994   | Italia               |
| 10 | Monica De Gennaro    | L     | 8 gennaio 1987   | Italia               |
| 11 | Anna Danesi          | C     | 20 aprile 1996   | Italia               |
| 12 | Carolina Costagrande | S     | 15 ottobre 1980  | Italia               |
| 14 | Nicole Fawcett       | S/O   | 16 dicembre 1986 | Stati Uniti          |
| 15 | Robin de Kruijf      | C     | 5 maggio 1991    | Paesi Bassi          |
| 18 | Jenny Barazza        | C     | 24 luglio 1981   | Italia               |

## Mercato
| Acquisti | Acquisti             | Acquisti               | Acquisti   |
| R.       | Nome                 | da                     | Modalità   |
| -------- | -------------------- | ---------------------- | ---------- |
| S        | Samantha Bricio      | Southern California    | definitivo |
| S        | Elisa Cella          | Obiettivo Risarcimento | definitivo |
| S        | Carolina Costagrande | Impel                  | definitivo |
| C        | Anna Danesi          | Club Italia            | definitivo |
| C        | Robin de Kruijf      | VakıfBank              | definitivo |
| S/O      | Nicole Fawcett       | Sarıyer                | definitivo |
| L        | Silvia Fiori         | Beng Rovigo            | definitivo |
| C        | Raphaela Folie       | LJ                     | definitivo |
| P        | Ofelia Malinov       | Club Italia            | definitivo |
| S        | Kelsey Robinson      | Beijing                | definitivo |
| P        | Katarzyna Skorupa    | Fenerbahçe             | definitivo |
| C/O      | Berenika Tomsia      | Flero                  | definitivo |

| Cessioni | Cessioni             | Cessioni        | Cessioni   |
| R.       | Nome                 | a               | Modalità   |
| -------- | -------------------- | --------------- | ---------- |
| C        | Rachael Adams        | Eczacıbaşı      | definitivo |
| C        | Valentina Arrighetti | Savino Del Bene | definitivo |
| S/O      | Jovana Brakočević    | River           | definitivo |
| C        | Lucia Crisanti       | Savino Del Bene | definitivo |
| L        | Chiara De Bortoli    | Club Italia     | definitivo |
| P        | Alisha Glass         | -               | ritirata   |
| S        | Megan Hodge          | Henan           | definitivo |
| S/O      | Anna Nicoletti       | Pro Victoria    | definitivo |
| S        | Kelsey Robinson      | Beijing         | definitivo |
| S        | Alice Santini        | Pesaro          | definitivo |
| P        | Valentina Serena     | Team Verona     | definitivo |
| C/O      | Berenika Tomsia      | Pro Victoria    | definitivo |
| S/O      | Anthī Vasilantōnakī  | Busto Arsizio   | definitivo |

## Risultati

### Serie A1

#### Girone di andata
| 1ª giornata - 15 ottobre 2016 PalaVerde, Villorba           | Imoco         | 2 - 3 | Savino Del Bene | 25-20, 21-25, 25-18, 23-25, 13-15 |
| 2ª giornata - 23 ottobre 2016 Nelson Mandela Forum, Firenze | San Casciano  | 2 - 3 | Imoco           | 23-25, 15-25, 25-19, 25-19, 17-19 |
| 3ª giornata - 30 ottobre 2016 Palazzetto dello Sport, Monza | Pro Victoria  | 0 - 3 | Imoco           | 24-26, 16-25, 16-25               |
| 4ª giornata - 6 novembre 2016 PalaVerde, Villorba           | Imoco         | 3 - 0 | Neruda          | 25-17, 25-17, 25-21               |
| 5ª giornata - 13 novembre 2016 PalaRadi, Cremona            | Casalmaggiore | 3 - 1 | Imoco           | 25-20, 25-23, 17-25, 30-28        |
| 6ª giornata - 20 novembre 2016 PalaVerde, Villorba          | Imoco         | 3 - 2 | AGIL            | 15-25, 19-25, 25-18, 33-31, 15-12 |
| 7ª giornata - 27 novembre 2016 PalaVerde, Villorba          | Imoco         | 3 - 0 | Club Italia     | 25-19, 25-20, 25-21               |
| 8ª giornata - 4 dicembre 2016 PalaGeorge, Montichiari       | Flero         | 1 - 3 | Imoco           | 17-25, 29-31, 25-22, 19-25        |
| 9ª giornata - 11 dicembre 2016 PalaVerde, Villorba          | Imoco         | 3 - 0 | Busto Arsizio   | 25-22, 25-19, 25-15               |
| 10ª giornata - 19 dicembre 2016 PalaPanini, Modena          | River         | 2 - 3 | Imoco           | 23-25, 25-16, 25-17, 23-25, 6-15  |
| 11ª giornata - 26 dicembre 2016 PalaVerde, Villorba         | Imoco         | 3 - 1 | Bergamo         | 25-18, 22-25, 25-13, 25-17        |

#### Girone di ritorno
| 12ª giornata - 15 gennaio 2017 Palazzetto dello Sport, Scandicci | Savino Del Bene | 1 - 3 | Imoco         | 25-20, 22-25, 16-25, 18-25        |
| 13ª giornata - 21 gennaio 2017 PalaVerde, Villorba               | Imoco           | 3 - 1 | San Casciano  | 25-19, 23-25, 27-25, 25-19        |
| 14ª giornata - 29 gennaio 2017 PalaVerde, Villorba               | Imoco           | 3 - 0 | Pro Victoria  | 25-20, 25-23, 25-22               |
| 15ª giornata - 2 febbraio 2017 PalaResia, Bolzano                | Neruda          | 0 - 3 | Imoco         | 14-25, 24-26, 22-25               |
| 16ª giornata - 12 febbraio 2017 PalaVerde, Villorba              | Imoco           | 3 - 1 | Casalmaggiore | 26-24, 17-25, 25-19, 25-21        |
| 17ª giornata - 15 febbraio 2017 PalaTerdoppio, Novara            | AGIL            | 0 - 3 | Imoco         | 21-25, 18-25, 21-25               |
| 18ª giornata - 19 febbraio 2017 PalaYamamay, Busto Arsizio       | Club Italia     | 0 - 3 | Imoco         | 23-25, 22-25, 11-25               |
| 19ª giornata - 25 febbraio 2017 PalaVerde, Villorba              | Imoco           | 3 - 0 | Flero         | 25-18, 25-17, 26-24               |
| 20ª giornata - 12 marzo 2017 PalaYamamay, Busto Arsizio          | Busto Arsizio   | 2 - 3 | Imoco         | 25-22, 20-25, 20-25, 25-22, 9-15  |
| 21ª giornata - 18 febbraio 2017 PalaVerde, Villorba              | Imoco           | 3 - 2 | River         | 25-18, 25-20, 20-25, 23-25, 15-11 |
| 22ª giornata - 25 marzo 2017 PalaNorda, Bergamo                  | Bergamo         | 1 - 3 | Imoco         | 19-25, 23-25, 25-20, 15-25        |

#### Play-off scudetto
| Quarti di finale (gara 1) - 8 aprile 2017 Nelson Mandela Forum, Firenze | San Casciano | 3 - 2 | Imoco        | 25-18, 25-15, 23-25, 17-25, 15-10 |
| Quarti di finale (gara 2) - 17 aprile 2017 PalaVerde, Villorba          | Imoco        | 3 - 1 | San Casciano | 20-25, 27-25, 25-18, 25-16        |
| Quarti di finale (gara 3) - 18 aprile 2017 PalaVerde, Villorba          | Imoco        | 3 - 0 | San Casciano | 26-24, 25-20, 25-17               |
| Semifinali (gara 1) - 26 aprile 2017 PalaPanini, Modena                 | River        | 3 - 2 | Imoco        | 19-25, 22-25, 25-22, 25-16, 15-5  |
| Semifinali (gara 2) - 28 aprile 2017 PalaVerde, Villorba                | Imoco        | 2 - 3 | River        | 27-25, 25-18, 16-25, 19-25, 11-25 |

### Coppa Italia

#### Fase a eliminazione diretta
| Quarti di finale (andata) - 5 gennaio 2017 PalaResia, Bolzano   | Neruda | 0 - 3 | Imoco  | 23-25, 22-25, 26-28        |
| Quarti di finale (ritorno) - 8 gennaio 2017 PalaVerde, Villorba | Imoco  | 3 - 0 | Neruda | 25-18, 30-28, 25-16        |
| Semifinali - 4 marzo 2017 Nelson Mandela Forum, Firenze         | Imoco  | 3 - 1 | AGIL   | 23-25, 25-21, 25-23, 25-23 |
| Finale - 5 marzo 2017 Nelson Mandela Forum, Firenze             | Imoco  | 3 - 0 | River  | 25-23, 25-22, 25-23        |

### Supercoppa italiana

#### Fase a eliminazione diretta
| Finale - 8 dicembre 2016 PalaVerde, Villorba | Imoco | 3 - 1 | Bergamo | 22-25, 25-18, 25-22, 25-22 |

### Champions League

#### Fase a gironi
| 1ª giornata - 14 dicembre 2016 PalaVerde, Villorba                  | Imoco         | 3 - 0 | Telekom Baku  | 31-29, 25-14, 25-22               |
| 2ª giornata - 12 gennaio 2017 PalaPanini, Modena                    | River         | 3 - 2 | Imoco         | 23-25, 26-24, 20-25, 25-23, 16-14 |
| 3ª giornata - 25 gennaio 2017 Arena Szczecin, Stettino              | Chemik Police | 2 - 3 | Imoco         | 18-25, 25-14, 25-12, 14-25, 11-15 |
| 4ª giornata - 8 febbraio 2017 PalaVerde, Villorba                   | Imoco         | 2 - 3 | Chemik Police | 25-23, 20-25, 20-25, 25-20, 8-15  |
| 5ª giornata - 22 febbraio 2017 PalaVerde, Villorba                  | Imoco         | 3 - 2 | River         | 26-24, 19-25, 22-25, 25-21, 18-16 |
| 6ª giornata - 28 febbraio 2017 Sarhadchi Sport Olympic Center, Baku | Telekom Baku  | 0 - 3 | Imoco         | 13-25, 9-25, 16-25                |

#### Fase a eliminazione diretta
| Semifinali - 22 aprile 2017 PalaVerde, Villorba | Dinamo Mosca | 1 - 3 | Imoco     | 18-25, 15-25, 25-15, 25-27 |
| Finale - 23 aprile 2017 PalaVerde, Villorba     | Imoco        | 0 - 3 | VakıfBank | 19-25, 13-25, 23-25        |

## Statistiche

### Statistiche di squadra
| Competizione        | Punti | In casa | In casa | In casa | In trasferta | In trasferta | In trasferta | Totale | Totale | Totale |
| Competizione        | Punti | G       | V       | P       | G            | V            | P            | G      | V      | P      |
| ------------------- | ----- | ------- | ------- | ------- | ------------ | ------------ | ------------ | ------ | ------ | ------ |
| Serie A1            | 56    | 14      | 12      | 2       | 13           | 10           | 3            | 27     | 24     | 5      |
| Coppa Italia        | -     | 1       | 1       | 0       | 1            | 1            | 0            | 4      | 4      | 0      |
| Supercoppa italiana | -     | -       | -       | -       | -            | -            | -            | 1      | 1      | 0      |
| Champions League    | 12    | 3       | 2       | 1       | 3            | 2            | 1            | 8      | 5      | 3      |
| Totale              | -     | 18      | 5       | 3       | 17           | 13           | 4            | 40     | 34     | 8      |

G = partite giocate; V = partite vinte; P = partite perse

### Statistiche dei giocatori
| Giocatore      | Serie A1 | Serie A1 | Serie A1 | Serie A1 | Serie A1 | Coppa Italia | Coppa Italia | Coppa Italia | Coppa Italia | Coppa Italia | Supercoppa italiana | Supercoppa italiana | Supercoppa italiana | Supercoppa italiana | Supercoppa italiana | Champions League | Champions League | Champions League | Champions League | Champions League | Totale | Totale | Totale | Totale | Totale |
| Giocatore      | P        | PT       | AV       | MV       | BV       | P            | PT           | AV           | MV           | BV           | P                   | PT                  | AV                  | MV                  | BV                  | P                | PT               | AV               | MV               | BV               | P      | PT     | AV     | MV     | BV     |
| -------------- | -------- | -------- | -------- | -------- | -------- | ------------ | ------------ | ------------ | ------------ | ------------ | ------------------- | ------------------- | ------------------- | ------------------- | ------------------- | ---------------- | ---------------- | ---------------- | ---------------- | ---------------- | ------ | ------ | ------ | ------ | ------ |
| J. Barazza     | 15       | 35       | 24       | 11       | 0        | 3            | 7            | 3            | 4            | 0            | 0                   | 0                   | 0                   | 0                   | 0                   | 6                | 3                | 1                | 0                | 2                | 24     | 45     | 28     | 15     | 2      |
| S. Bricio      | 14       | 172      | 145      | 8        | 19       | 2            | 39           | 32           | 1            | 6            | 1                   | 24                  | 22                  | 0                   | 2                   | 3                | 51               | 42               | 2                | 7                | 20     | 286    | 241    | 11     | 34     |
| E. Cella       | 26       | 100      | 83       | 6        | 11       | 4            | 14           | 10           | 2            | 2            | 1                   | 2                   | 2                   | 0                   | 0                   | 8                | 20               | 13               | 3                | 4                | 39     | 136    | 108    | 11     | 17     |
| C. Costagrande | 14       | 57       | 47       | 8        | 2        | 0            | 0            | 0            | 0            | 0            | 1                   | 0                   | 0                   | 0                   | 0                   | 7                | 32               | 19               | 11               | 2                | 22     | 89     | 66     | 19     | 4      |
| A. Danesi      | 19       | 157      | 115      | 38       | 4        | 2            | 19           | 15           | 4            | 0            | 0                   | 0                   | 0                   | 0                   | 0                   | 4                | 23               | 12               | 9                | 2                | 25     | 199    | 142    | 51     | 6      |
| M. De Gennaro  | 27       | 0        | 0        | 0        | 0        | 4            | 0            | 0            | 0            | 0            | 1                   | 0                   | 0                   | 0                   | 0                   | 8                | 0                | 0                | 0                | 0                | 40     | 0      | 0      | 0      | 0      |
| R. de Kruijf   | 19       | 277      | 219      | 42       | 16       | 4            | 30           | 23           | 6            | 1            | 1                   | 20                  | 14                  | 5                   | 1                   | 6                | 99               | 65               | 29               | 5                | 30     | 426    | 321    | 82     | 23     |
| N. Fawcett     | 16       | 215      | 193      | 16       | 6        | 2            | 34           | 31           | 0            | 3            | -                   | -                   | -                   | -                   | -                   | 5                | 68               | 57               | 6                | 5                | 23     | 317    | 281    | 22     | 14     |
| S. Fiori       | 18       | 1        | 0        | 0        | 1        | 2            | 0            | 0            | 0            | 0            | 0                   | 0                   | 0                   | 0                   | 0                   | 0                | 0                | 0                | 0                | 0                | 20     | 1      | 0      | 0      | 1      |
| R. Folie       | 21       | 199      | 142      | 47       | 10       | 2            | 21           | 17           | 3            | 1            | 1                   | 13                  | 12                  | 1                   | 0                   | 7                | 71               | 52               | 15               | 4                | 31     | 304    | 223    | 66     | 15     |
| O. Malinov     | 22       | 31       | 17       | 11       | 3        | 3            | 2            | 0            | 1            | 1            | 1                   | 0                   | 0                   | 0                   | 0                   | 6                | 13               | 7                | 2                | 4                | 32     | 46     | 24     | 14     | 8      |
| S. Ortolani    | 25       | 322      | 279      | 35       | 8        | 4            | 58           | 51           | 7            | 0            | 1                   | 11                  | 11                  | 0                   | 0                   | 8                | 96               | 84               | 6                | 6                | 38     | 487    | 425    | 48     | 14     |
| K. Robinson    | 13       | 149      | 124      | 17       | 8        | 2            | 18           | 14           | 4            | 0            | -                   | -                   | -                   | -                   | -                   | 4                | 50               | 44               | 4                | 2                | 19     | 217    | 182    | 25     | 10     |
| K. Skorupa     | 22       | 51       | 22       | 23       | 6        | 4            | 11           | 5            | 6            | 0            | 1                   | 2                   | 1                   | 1                   | 0                   | 5                | 20               | 9                | 8                | 3                | 32     | 84     | 37     | 38     | 9      |
| B. Tomsia      | 9        | 103      | 96       | 4        | 3        | -            | -            | -            | -            | -            | 1                   | 7                   | 6                   | 1                   | 0                   | 1                | 11               | 10               | 1                | 0                | 11     | 121    | 112    | 6      | 3      |

P = presenze; PT = punti totali; AV = attacchi vincenti; MV = muri vincenti; BV = battute vincenti